# Texelstroom (Schiff, 1966)

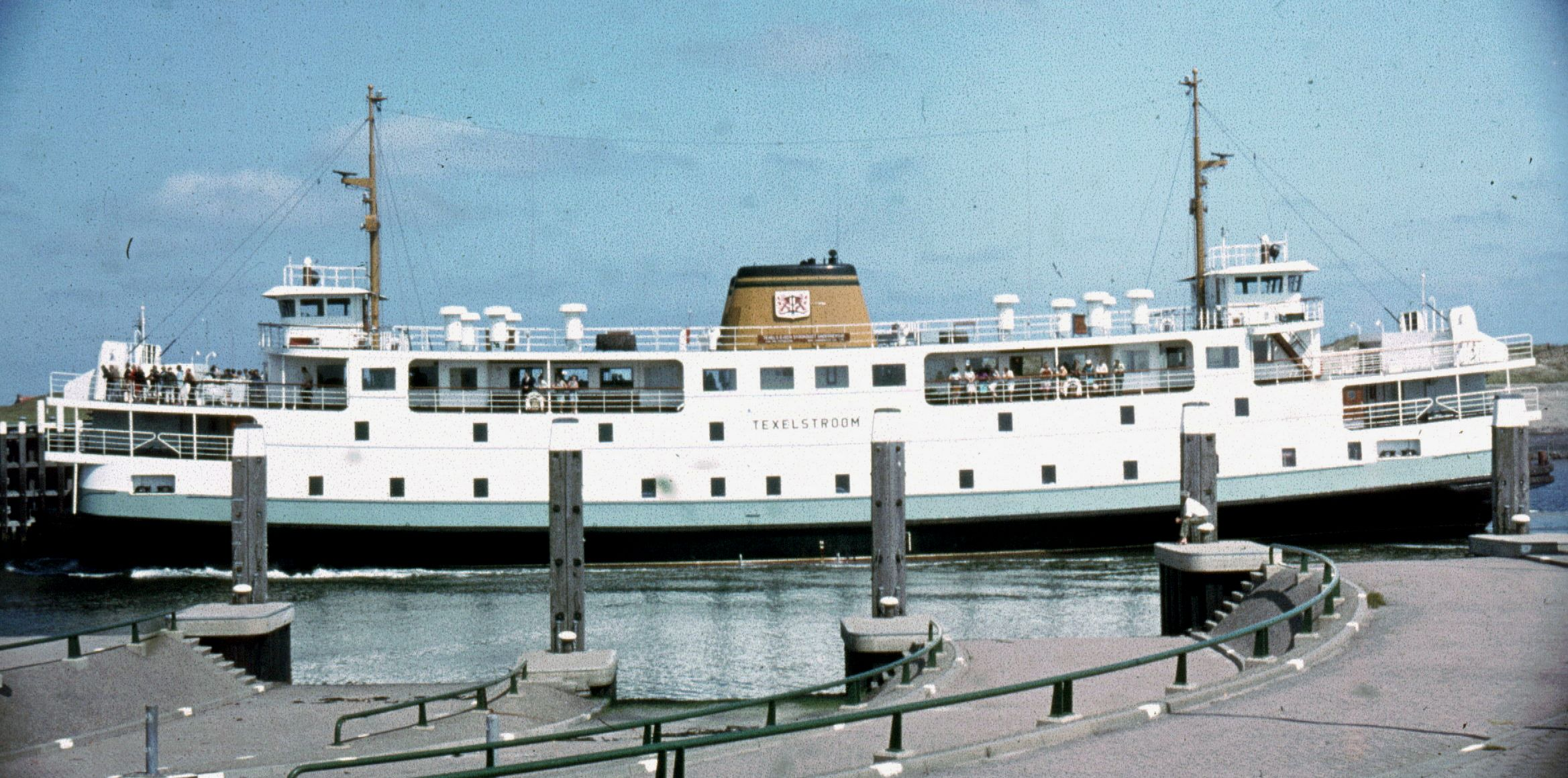
Die Texelstroom im Hafen 't Horntje, 1968

Die Texelstroom war eine Doppelendfähre der niederländischen Reederei Texels Eigen Stoomboot Onderneming (TESO).

## Geschichte
Das Schiff wurde unter der Baunummer 658 auf der Machinefabriek en Scheepswerf van P. Smit Jr. in Rotterdam gebaut. Die Kiellegung fand im Oktober 1965, der Stapellauf im März 1966 statt. Am 27. Mai 1966 wurde es an die Reederei abgeliefert und ab Juni des Jahres im Fährverkehr zwischen Den Helder und ’t Horntje eingesetzt. Der Entwurf des Schiffes stammte vom Bureau voor Scheepsbouw in Bloemendaal. Der Bau des Schiffes kostete rund 6,4 Mio. Gulden.
Die guten Erfahrungen mit der wenige Jahre zuvor gebauten Marsdiep und der zunehmende Verkehr, der immer wieder zu Verzögerungen führte, bewogen die Reederei, einen weiteren Neubau in Auftrag zu geben. Ein zusätzliches Schiff wurde aber auch benötigt, weil die Marsdiep größere und schwerere Fahrzeuge als die älteren TESO-Fähren befördern konnte und diese bei einem Ausfall der Fähre die Insel nicht mehr hätten verlassen können.
Die Texelstroom entsprach weitgehend der Marsdiep. Pläne, an den Seiten auf dem Deck über dem Fahrzeugdeck zusätzliche Fahrspuren für weitere Fahrzeuge einzurichten, wurden nicht verwirklicht.
Die Texelstroom wurde zusammen mit der Marsdiep bis 1980 im Fährverkehr nach Texel eingesetzt. Ein Plan zur Verlängerung des Schiffes, um die Kapazität zu vergrößern, wurde nicht umgesetzt. Stattdessen wurde der Bau der Molengat in Auftrag gegeben, durch die Marsdiep und Texelstroom 1980 ersetzt wurden. Marsdiep und Texelstroom blieben noch bis 1991 als Ersatzschiffe und bei Bedarf zur Verstärkung des Angebots in Dienst.

## Technische Daten und Ausstattung
Der Antrieb des Schiffes erfolgte dieselelektrisch durch vier AEG-Elektromotoren, von denen jeweils zwei auf einen Propeller wirkten. Für die Stromerzeugung standen drei AEG-Generatoren zur Verfügung, die von Achtzylinder-Dieselmotoren (Typ: ESS8) des Herstellers Lister Blackmstone mit zusammen 1765 kW Leistung angetrieben wurden. Das Schiff erreichte eine Geschwindigkeit von rund 13 kn.
Die Fähre konnte 70 Fahrzeuge befördern, für die 593 m² freie Decksfläche auf einem durchlaufenden Fahrzeugdeck zur Verfügung standen. Das Fahrzeugdeck bestand aus einem mittleren Bereich mit drei Pkw-Fahrspuren sowie einer seitlichen Fahrspur auf jeder Seite der Fähre. Auf den Fahrspuren im mittleren Bereich konnten auch Lkw befördert werden. Hierfür standen 355 m² Decksfläche zur Verfügung. Das Schiff konnte insgesamt 420 t zuladen. Das Fahrzeugdeck wurde über landseitige Verladerampen be- und entladen. Die Verladerampen waren zur Anpassung an den Tidewasserstand höhenverstellbar. Auf die bei der Marsdiep noch vorhandenen Seitenpforten auf einer Seite des Fahrzeugdecks wurde bei der Texelstroom verzichtet.
Oberhalb des Fahrzeugdecks befand sich ein Deck mit den Einrichtungen für die Passagiere. Um die Decksaufbauten verlief ein Promenadendeck. Passagiere ohne Fahrzeuge konnten über seitlich an den Verladerampen angebrachte Wege oberhalb der Fahrspur direkt auf das Promenadendeck der Fähre gelangen. Die Passagierkapazität der Fähre betrug 750 Personen. Oberhalb des Passagierdecks befand sich an beiden Enden jeweils ein darüber angeordnetes Ruderhaus.

## Verbleib des Schiffes
Am 13. Mai 1992 wurde die Fähre zusammen mit der Marsdiep an das maltesische Unternehmen Shore Consultants in Valletta verkauft und unter die Flagge Maltas gebracht. In den folgenden Wochen wurde das Schiff für die Überführungsreise nach Malta vorbereitet. In Malta wurde das Schiff mit Rampen an beiden Enden des Schiffs ausgerüstet, da keine landseitigen Rampen zur Verfügung standen. Das Schiff konnte zunächst aber nicht genutzt werden, da dem Unternehmen die Genehmigung für den Einsatz des Schiffes fehlte.
1995 verkaufte das Unternehmen Shore Consultants das Schiff an die Reederei Gozo Channel Company, die es als Cittadella auf der Gozo Channel Line zwischen Malta und Gozo einsetzte. Nach der Indienststellung mehrerer Neubauten, die den Fährdienst zwischen Malta und Gozo übernahmen, wurde das Schiff im Juni 2002 zum Abbruch in die Türkei verkauft und noch im selben Jahr in Aliağa verschrottet.